# ジャッキー・レヴィ
ジャッキー・レヴィ（Jackie Levy、ヘブライ語: ז'קי לוי
	、1960年10月28日 - ）は、リクードに所属するクネセト（立法府）議員で、建設副大臣を務める、イスラエルの政治家。

## 経歴
ベト・シェアンに生まれたレヴィは、リクードの政治家であったデヴィッド・レヴィの2番目の子どもであった。イスラエル国防軍で空挺兵として兵役を終えた後、ラマット・イシャイの市長の助手となった。1989年には、レヴ (Lev) 派の一員としてベト・シェアンの市議会議員となり、1992年から1998年にかけて副市長を務めた。2002年に、当地のリクード支部をテロリストたちが襲撃した際には、巻き込まれて負傷した。同年、レヴィは市長になり、2013年までその職にあった。
2015年の第20回イスラエル議会総選挙に際して、レヴィはリクードの名簿順位18位に記載された。しかし、2015年3月には、市長時代に環境関係の法令移管行為があったとして告発された。リクードは、総選挙で30議席を獲得し、レヴィはクネセト議員に当選し、6月14日付で建設副大臣に任命された。
レヴィには7人の子どもがいる。妹のオルリー・レヴィも政治家であり、イスラエル我が家に所属するクネセト議員となっている。